# .li
.li è il dominio di primo livello nazionale assegnato al Liechtenstein.
È amministrato per conto dell'Università del Liechtenstein dalla fondazione SWITCH, che gestisce anche il dominio .ch.
Il dominio viene utilizzato come domain hack da alcune società di Long Island (New York).